# Valle de Arana
Valle de Arana (baskisch Harana; offiziell Harana/Valle de Arana) ist eine 214 Einwohner (Stand: 2024) zählende nordspanische Gemeinde in der Provinz Álava im Baskenland. Zur Gemeinde gehören neben dem Hauptort Alda die Ortschaften Kontrasta, San Vicente de Arana/Done Bikendi Harana und Ullíbarri-Arana/Uribarri-Harana. Die Gemeinde wurde 1940 aus den vorstehenden Orten gebildet, die im 11. bis 13. Jahrhundert gegründet wurden.

## Lage und Klima
Harana/Valle de Arana liegt im von bewaldeten Bergen Tal des Río Aistora in einer Höhe von ca. 810 m. Die Provinzhauptstadt Vitoria-Gasteiz liegt etwa 30 km (Fahrtstrecke) westnordwestlich. Das Klima ist gemäßigt bis warm.

## Bevölkerungsentwicklung
| Jahr      | 1970 | 1981 | 1991 | 2001 | 2011 | 2021 |
| Einwohner | 577  | 406  | 393  | 343  | 287  | 226  |

## Sehenswürdigkeiten
Alda
- Kirche
- Gemeindeverwaltung

Kontrasta
- Kirche Mariä Himmelfahrt

San Vicente de Arana/Done Bikendi Harana
- Vinzenzkirche
- Marienkapelle

Ullíbarri-Arana/Uribarri-Harana
- Marienkapelle

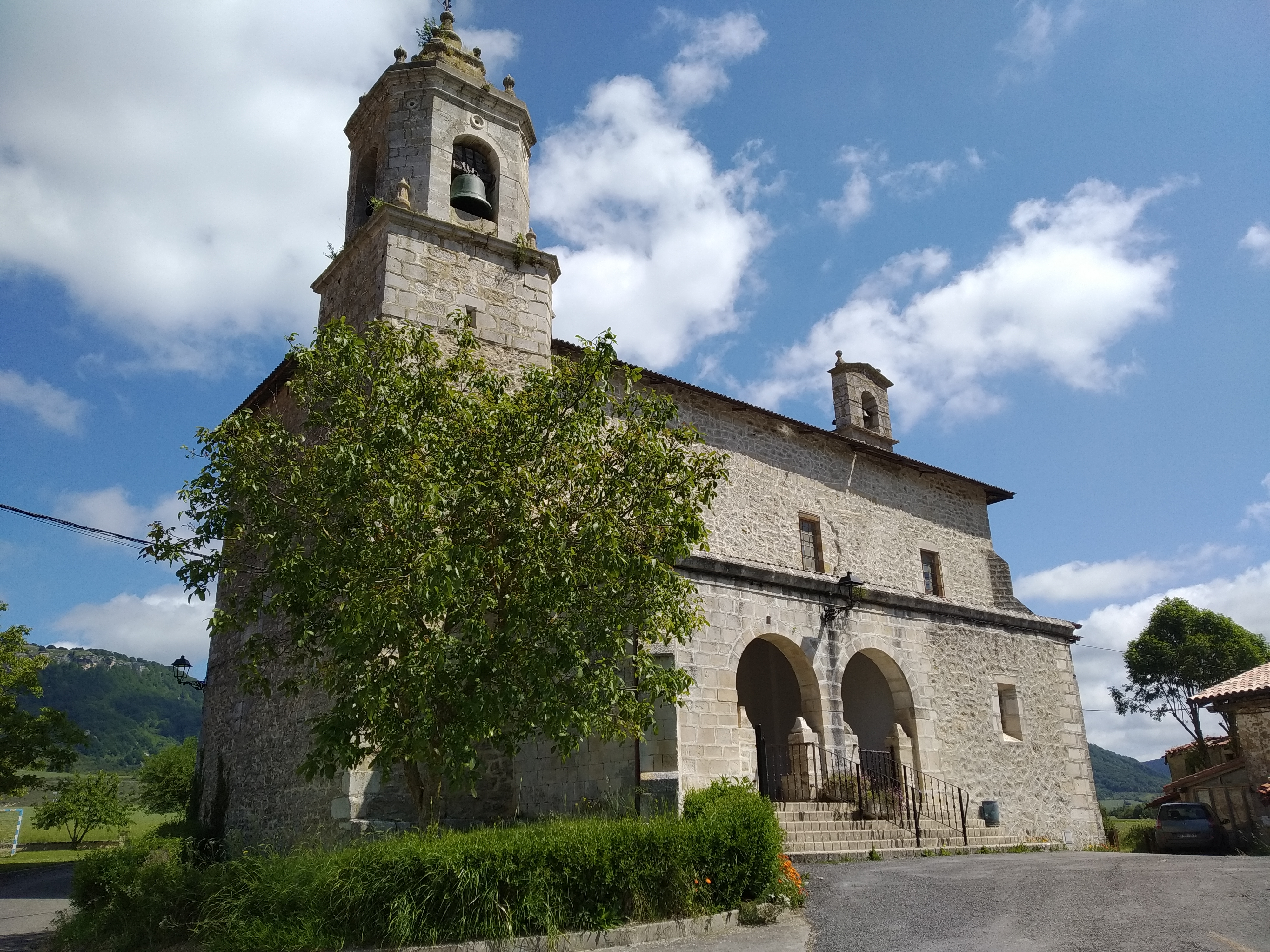
Kirche von Alda
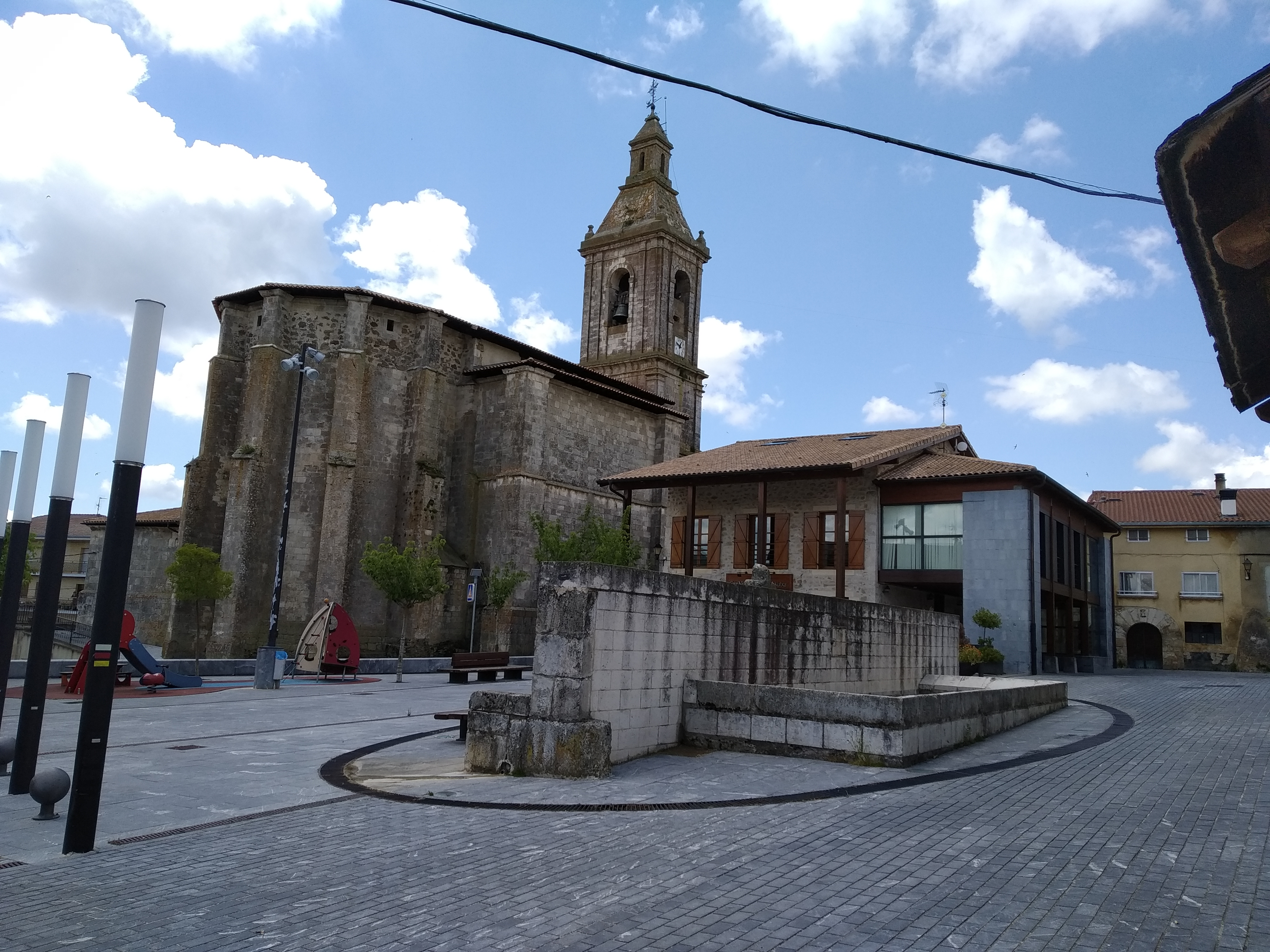
Kirche von San Vicente de Arana/Done Bikendi Harana
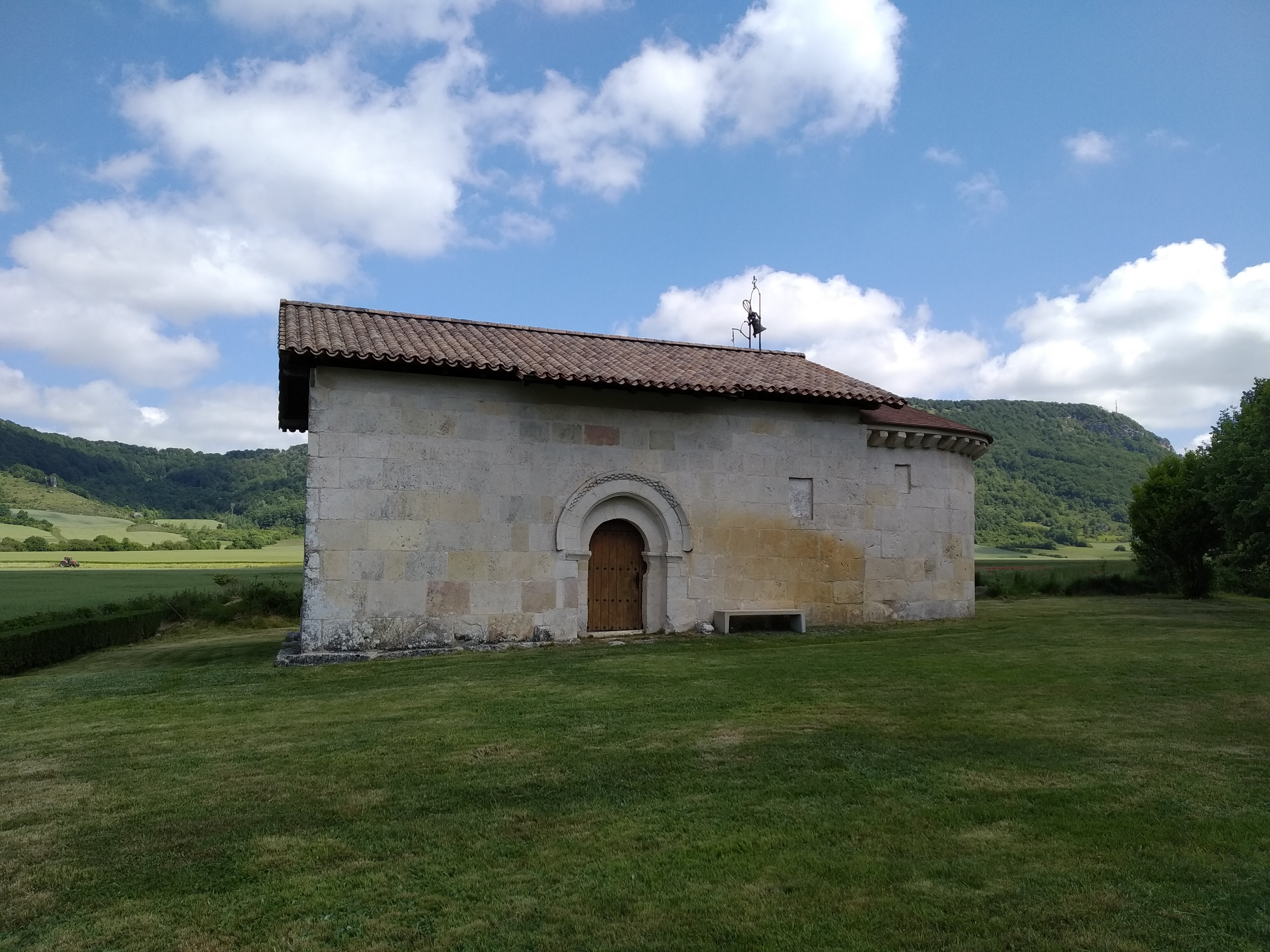
Marienkapelle in Ullíbarri-Arana/Uribarri-Harana
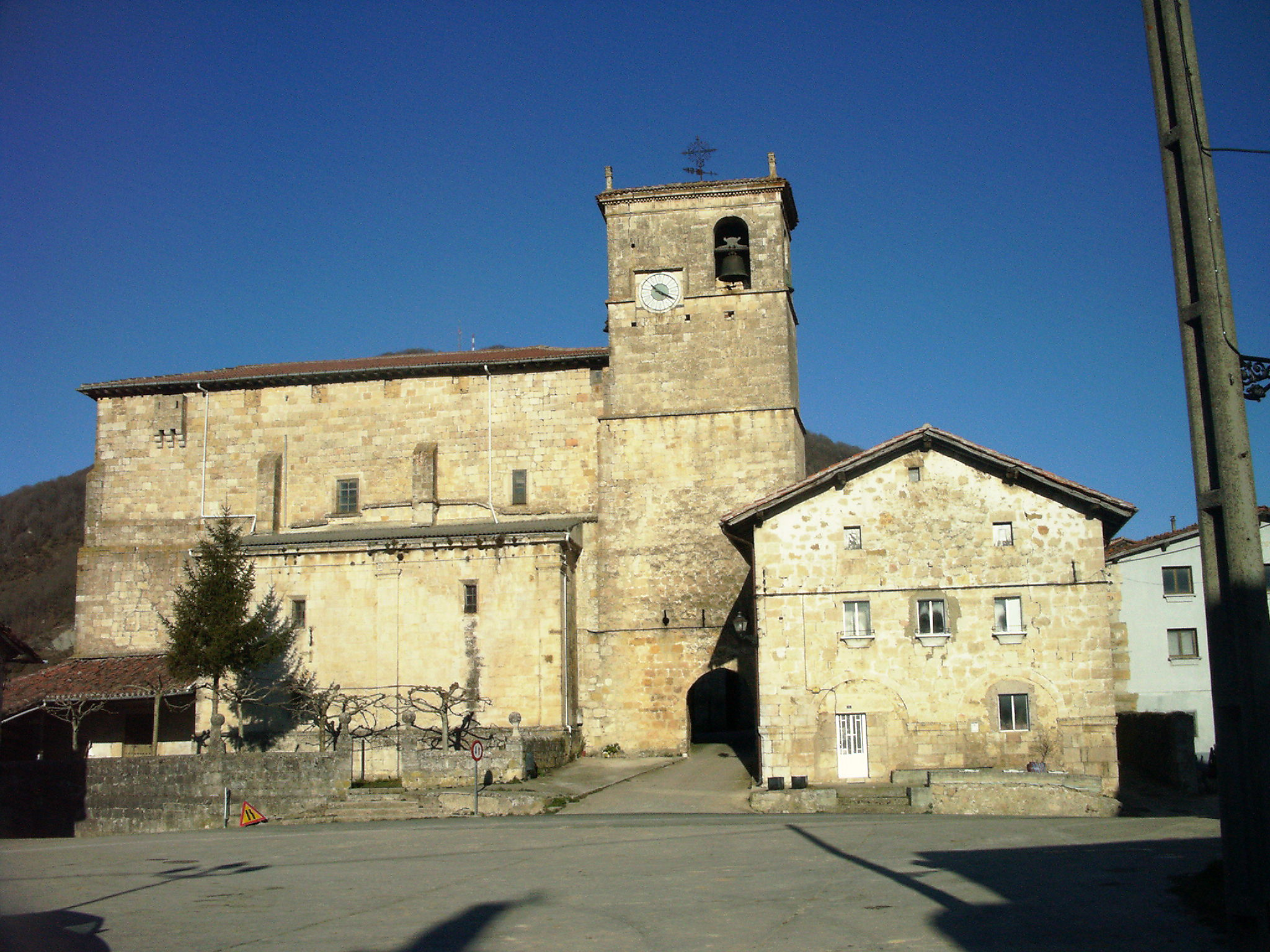
Kirche Mariä Himmelfahrt von Kontrasta
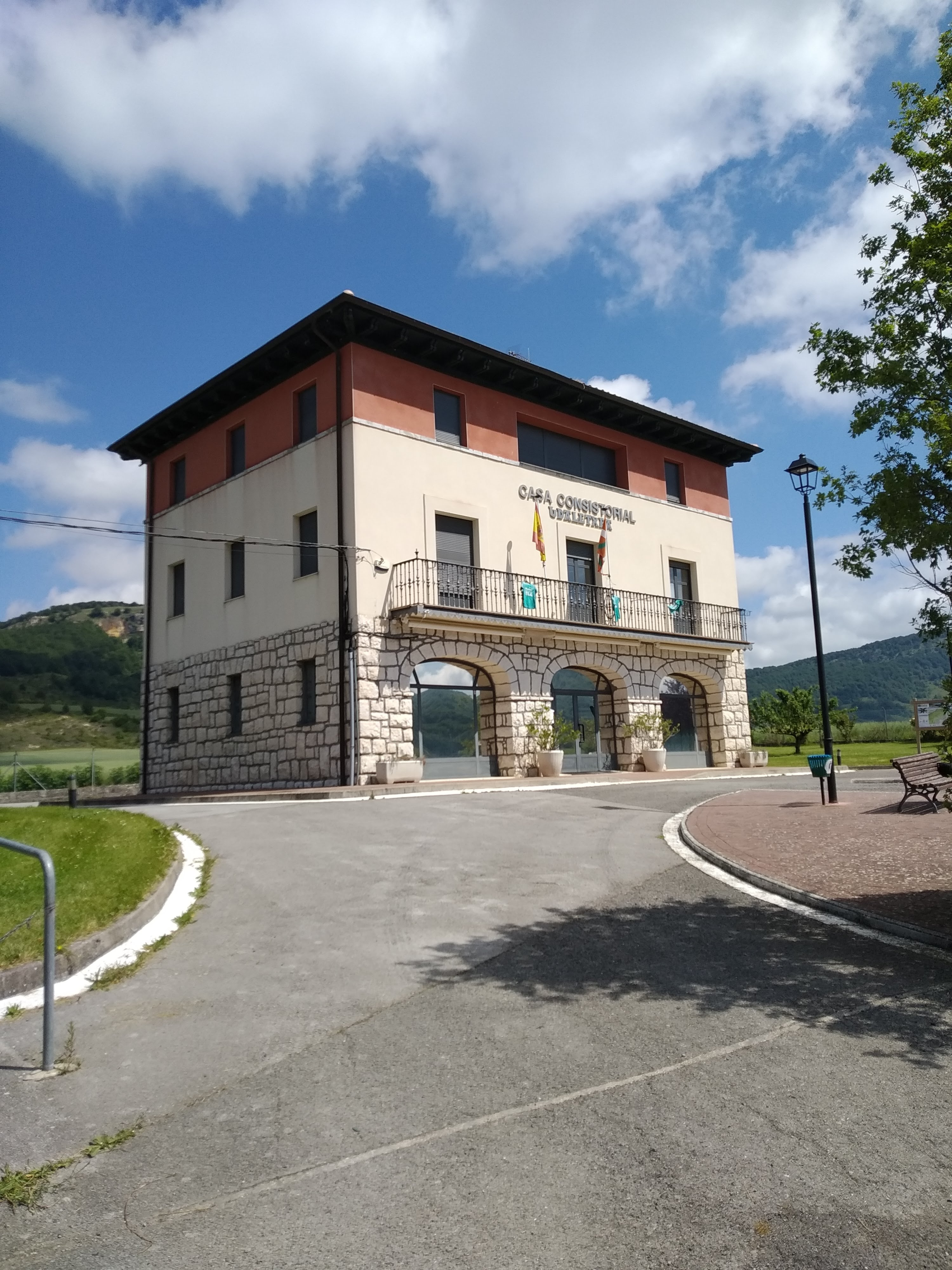
Gemeindeverwaltung in Alda